# Havel (příjmení)
Příjmení Havel je počeštěný tvar osobního jména Gallus = obyvatel Galie. První zaznamenaný výskyt křestního jména na českém území je z roku 1172 (Gauel) a v tvaru Hawel roku 1197. Příjmení se pravděpodobně prvně vyskytuje až roku 1273 (Burchardus sacerdos dictus Gallus v Basileji). Ženskou variantou je Havlová.

## Známí nositelé
- Alois Havel (1945–2014) – český autokrosař
- Adolf Havel (činný kolem 1880-1900) – český sochař a kameník ve Slaném
- Bohumil Havel (* 1975) – právník
- Dagmar Havlová (Veškrnová; * 1953) – česká herečka, druhá manželka Václava Havla
- Dagmar Havlová (podnikatelka) (Ilkovičová; * 1951) – slovenská matematička, podnikatelka
- Daniel Havel (* 1991) – český sportovec, kajakář
- Eduard Havel (* 1944) – český regionální politik a podnikatel
- Ester Havlová (* 1967) – česká fotografka
- František Havel, vícero nositelů, viz rozcestník
- Gustav Havel (1930–1967) – český motocyklový závodník
- Hippolyte Havel (1871–1950) – českoamerický anarchista
- Irena Havlová (* 1959) – česká hudebnice a skladatelka
- Ivan M. Havel (1938–2021) – technik, kybernetik a filosof, syn Václava Marii a bratr Václava Havla
- Jan Havel (1823–1907), národní buditel, kronikář a mecenáš města Nová Paka, po němž je zde pojmenována Havlova ulice
- Jan Havel (lední hokejista) (* 1942) – hokejista
- Jan Havel (1958) – hokejista
- Jiří Havel (rozcestník)
- Josef Havel, vícero nositelů, viz rozcestník
- Ladislav Havel (* 1953) – český biolog a genetik
- Lukáš Havel, vícero nositelů, viz rozcestník
- Mansvet Havel (????–1919) – český auskultant
- Martin Havel (* 1966) – český právník, manažer a sociálnědemokratický politik
- Martin Havel (fotbalista) (* 1971) – český fotbalista
- Martin Havel, vl. jménem Matěj Anastasia Šimáček (1860–1913) – český spisovatel
- Milan Havel (* 1994) – český fotbalový obránce
- Miloš Havel (1899–1968) – filmový podnikatel, syn Vácslava Havla
- Miroslav Havel (1922–2008) – český sklář
- Olga Havlová (Šplíchalová; 1933–1996) – první manželka Václava Havla
- Ondřej Havel (* 1994) – český herec, moderátor a zpěvák
- Petr Havel (1956) – český agrární analytik a novinář
- Radomír Havel (* 1973) – český fotbalový brankář
- Rudolf Havel (1911–1993) – literární historik, editor a lexikograf
- Václav Havel (rozcestník)
  - Václav Havel (1936–2011) – český dramatik a politik, bývalý československý a český prezident, syn Václava Marii
- Vácslav Havel (1861–1921) – architekt, stavitel a stavební podnikatel
- Vincenc Havel (1906–1992) – český sochař
- Vojtěch Havel (1962–2024) – český hudebník a skladatel